# Зубова Щель (виадук)
Виаду́к «Зу́бова Щель» — автодорожный мост (виадук) над ущельем Зубова Щель на федеральной дороге А147 Джубга-Адлер, в Лазаревском районе города Сочи, Краснодарский край, Россия.
Самый высоко расположенный от земли мост в России: высота его опор — 80 метров. Длина — 576 м. Эстакада сократила горный серпантин длиной 4 км, спускающийся с высоты 80 м до реки Чемитоквадже и поднимающийся обратно, до прямой дороги в 700 м.
Строительство было начато в 1989 году. Открыт в декабре 1999 года. Построен по проекту Северо-Кавказского филиала ГИПРОДОРНИИ. Заказчиком выступил Упрдор «Кубань», а исполнителем проекта ООО «Автомост». Главный инженер проекта Ю. М. Вдовин. В разработке проекта и изготовлении конструкций принимали участие ОАО «Краснодаравтомост», Центральный ордена Трудового Красного Знамени научно-исследовательский и проектный институт строительных металлоконструкций им. Н. П. Мельникова, Батайский завод мостовых железобетонных конструкций и Борисовский завод металлических мостовых конструкций.
Эстакада перекрыта сталежелезобетонными пролётными строениями длиной 63 + 4 х 84 + 64 + 42 метра со сборной ребристой железобетонной плитой проезда, объединяемой со стальными балками высокопрочными болтами. Данное решение защищено авторским свидетельством на изобретение. 
В 2002 году работа по возведению моста выдвигалась Министерством транспорта Российской Федерации на присуждение Государственной премии Российской Федерации. 

## Параметры моста
- Общая длина моста — 576 м
- Схема моста: 63+4×84+64+42[1]
- Ширина моста — 14,5 м[1]
- Число полос движения — 2 (1 в каждую сторону)
- Высота опор — 80 м

## Мост в искусстве

### В кинематографе
- «Две сестры-2» (2009 год, режиссёр Олег Массарыгин)

"Чебурашка" (2023 год, режиссёр Дмитрий Дьяченко)